# Fabio Gstrein
Fabio Gstrein (* 14. Juni 1997) ist ein österreichischer Skirennläufer. Er gehört aktuell dem A-Kader des Österreichischen Skiverbandes an und ist auf die technischen Disziplinen Slalom und Riesenslalom spezialisiert.

## Biografie
Fabio Gstrein stammt aus Sölden im Ötztal und startet für den heimischen Skiverein. Seine Eltern Gotthard und Anita (geb. Braunegger) waren ebenfalls als Skirennläufer aktiv; sein Vater war Weltmeister der Skilehrer, seine Mutter gewann den prestigeträchtigen Trofeo Topolino. Sie führen eine Skischule in Hochsölden. Der ehemalige Weltcupsieger und Olympiamedaillengewinner Bernhard Gstrein ist Fabios Großcousin.
Nach einem Sieg beim Trofeo Topolino bestritt Gstrein im Alter von 16 Jahren seine ersten FIS-Rennen. Im Jahre 2015 nahm er am Europäischen Olympischen Jugendfestival in Malbun teil und erreichte die Ränge sieben und neun in Riesenslalom und Slalom, sowie die Goldmedaille im Mannschaftswettbewerb. Im Jänner 2016 gab er im Slalom von Zell am See sein Debüt Europacup. Zwei Monate später startete er in Sotschi erstmals bei Juniorenweltmeisterschaften und belegte die Plätze sieben und elf in seinen beiden Paradedisziplinen. Ein Jahr später in Åre verliefen die Einzelrennen enttäuschend, im Mannschaftswettbewerb gewann er mit dem österreichischen Team aber die Silbermedaille. Gegen Ende der Saison kürte er sich hinter Johannes Strolz zum österreichischen Vizemeister im Slalom. Bei seiner dritten JWM-Teilnahme 2018 in Davos gewann er die Silbermedaille im Riesenslalom sowie Bronze mit der Mannschaft und verpasste als Slalomvierter eine weitere Medaille nur knapp.
Am 21. Jänner 2018 gab Gstrein im Slalom von Kitzbühel sein Weltcup-Debüt, qualifizierte sich in seinen ersten Rennen aber nicht für den zweiten Durchgang. Das gelang ihm 2020 erstmals mit der hohen Startnummer 53 beim Rennen in Zagreb, in dem er am Ende Rang 17 belegte. Eine Woche später fuhr er mit Platz sieben am Chuenisbärgli in Adelboden zum ersten Mal unter die besten zehn.
2021 nahm Gstrein erstmals bei einer Weltmeisterschaft teil. Beim in Cortina d’Ampezzo erstmals ausgetragenen Parallelrennen belegte er Rang 6, nachdem er im Viertelfinale dem späteren Weltmeister Mathieu Faivre unterlag.
Sein bisher bestes Ergebnis in einem Einzelweltcuprennen erreichte Gstrein am 16. Januar 2022 mit Rang vier beim Slalom in Wengen. Auf das Podest fehlten ihm dabei lediglich drei Hundertstelsekunden. Eine Woche später führte Gstrein sogar nach dem ersten Durchgang des Slaloms von Adelboden, schied jedoch im zweiten Durchgang kurz vor dem Ziel aus. In der weiteren Folge schied Gstrein bei den nachfolgenden Rennen aus und verpasste so eine Qualifikation für die Olympischen Winterspiele in Peking.
In der Saison 2022/23 konnte sich Gstrein im Slalom in der erweiterten Weltspitze etablieren. So schied er lediglich drei Mal aus und konnte sich bei allen anderen Rennen unter den Top 15 platzieren. Bei den Weltmeisterschaften in Courchevel bzw. Méribel belegte Gstrein mit der Mannschaft den 4. Platz, im Slalom wurde lediglich sechszehnter, nach dem er im ersten Durchgang noch in Schlagdistanz zu den Medaillenrängen auf Rang 7 gelegen war.
In der darauffolgenden Saison konnte Gstrein nahtlos an die Leistungen des Vorjahres anschließen, erneut konnte er sich, sofern er das Ziel erreichte, immer unter den besten 15 platzieren. Zum Abschluss der Saison wurde er erstmals österreichischer Meister im Slalom vor Oscar Heine und Dominik Raschner. Ende Januar 2025 fuhr er als Dritter im Nachtslalom auf der Planai erstmals auf ein Weltcup-Podest.

## Erfolge

### Weltmeisterschaften
- Cortina d’Ampezzo 2021: 6. Parallel
- Courchevel/Méribel 2023: 4. Mannschaftswettbewerb, 16. Slalom, 34. Parallelrennen
- Saalbach-Hinterglemm 2025: 5. Team-Kombination, 11. Slalom

### Weltcup
- 24 Platzierungen unter den besten zehn in Einzelrennen, davon 2 Podestplätze
- 2 Podestplätze in Mannschaftswettbewerben

### Weltcupwertungen
| Saison  | Gesamt | Gesamt | Slalom | Slalom | Parallel | Parallel |
| Saison  | Platz  | Punkte | Platz  | Punkte | Platz    | Punkte   |
| ------- | ------ | ------ | ------ | ------ | -------- | -------- |
| 2019/20 | 60.    | 134    | 21.    | 105    | 17.      | 29       |
| 2020/21 | 49.    | 179    | 17.    | 167    | 19.      | 12       |
| 2021/22 | 70.    | 113    | 26.    | 113    | –        | –        |
| 2022/23 | 43.    | 190    | 14.    | 190    | –        | –        |
| 2023/24 | 44.    | 194    | 12.    | 194    | –        | –        |
| 2024/25 | 20.    | 359    | 7.     | 359    | –        | –        |

### Australia New Zealand Cup
- Saison 2019: 4. Slalomwertung[A 1]
- 1 Sieg:

| Datum             | Ort          | Land       | Disziplin |
| ----------------- | ------------ | ---------- | --------- |
| 2. September 2019 | Coronet Peak | Neuseeland | Slalom    |

1. ↑  Die Rennen des Australia New Zealand Cup werden jährlich im August und September (Südwinter) ausgetragen und bereits der kommenden, internationalen Saison zugerechnet.

### Juniorenweltmeisterschaften
- Sotschi 2016: 7. Riesenslalom, 11. Slalom
- Åre 2017: 2. Mannschaftswettbewerb, 25. Riesenslalom
- Davos 2018: 2. Riesenslalom, 3. Mannschaftswettbewerb, 4. Slalom

### Weitere Erfolge
- 1 österreichischer Meistertitel (Slalom 2024)
- Gold beim Europäischen Olympischen Winter-Jugendfestival 2015 mit der Mannschaft
- Österreichischer Vizemeister im Slalom 2017
- 1 Sieg in FIS-Rennen